# キユーピー
キユーピー株式会社（キユーピー、英: Kewpie Corporation）は、1919年（大正8年）に設立されたマヨネーズなどの調味料を主力としている日本の食品メーカー。株式会社中島董商店、アヲハタ株式会社とともに「キユーピー・アヲハタグループ」を形成している。

## 概要
母体は現在の中島董商店で、創立者の中島董一郎が若いころのアメリカ留学時代にマヨネーズと出会い、1919年（大正8年）、東京府豊多摩郡中野町（現在の東京都中野区小滝町）に食品工業株式会社を設立。1925年（大正14年）3月に国産初のマヨネーズ（キユーピーマヨネーズ）の製造を開始、1957年（昭和32年）に社名を「キユーピー株式会社」に変更。現在も中島董商店がキユーピー・アヲハタグループの中核となっている。
有名なマヨネーズのほかにも、さまざまな食品、調味料、業務用製品も手がけている。

## 社名と商標
- 社名・商標の正式な表記は、「キユーピー」であり、小字を用いた「キューピー」ではない。
この表記を継続しているのは、キユーピー側ではデザイン上の理由であるとしている[4]。同様の例として富士フイルム[注 1]、キヤノン、シヤチハタ、オンキヨー、エーアイテイー、ジヤトコ[注 2]、キヤリアなどがある。国語国字改革前に創業した老舗企業では、歴史的仮名遣として社名の拗音を現在でも小書きにしない会社も多い。
なお、ドレッシングボトルの点字では、読みを優先させるという観点から「きゅーぴー」で表記している。
- ロゴマークの由来はキューピー人形。かつては羽がなかったが、いつから羽が描かれ始めたのかは不明である。[要出典]。
キユーピーのマークは1922年（大正11年）に日本で（第147269号）、1965年（昭和40年）にアメリカ合衆国で商標登録を行っている。
イスラム圏では、キユーピーが天使（イスラム教の禁忌である偶像崇拝）と誤解されないよう、2013年から羽のないキユーピーが描かれている[5]。
- キユーピーの英文商号は、2010年2月まで「Q.P. Corporation」としていたが、同年2月23日より「Kewpie Corporation」に変更した。製品のマヨネーズに印字される文字は、以前から常にキューピー人形と同じ「KEWPIE」で、公式ウェブサイトのドメイン名もkewpie.co.jpである。瓶入りマヨネーズなど、極一部の製品にこの文字が印字されている。
2010年（平成22年）1月21日に同年2月23日の株主総会で、英文商号を「Kewpie Corporation」に変更する提案の告知が行われ、実際に変更が行われた[6]。2017年（平成29年）から、テレビ番組における協賛表示クレジットやCMサウンドロゴも「キユーピー」から「kewpie」に変更されている[7]。ただし、公式ウェブサイトのロゴと通販サイト、ベルマーク券でのクレジットは、旧来の「キユーピー」が用いられる。
- 企業キャッチフレーズは「Food, for ages 0-100」「愛は食卓にある。(love around the kitchen table)」。
2007年（平成19年）4月からは「愛は食卓にある。」のキャッチフレーズを加えて商標として使用している。

### 商標に関する裁判
- 1998年（平成10年）、ローズ・オニール遺産財団からキューピーの日本での著作権を譲り受けた「日本キューピークラブ」の代表が、「キユーピーマヨネーズのロゴマークは著作権侵害にあたる」と裁判を起こしたが、原告の請求は棄却された[8][9]。
- 東京都世田谷区に本社を置くタクシー会社のビゲスト株式会社は、かつて「キューピータクシー」の社名で営業していた[10]。商標を無断使用しているとして、キユーピーがキューピータクシー側に対し裁判を起こした。そのため、[要出典]キューピータクシーは2000年（平成12年）3月1日付で、ビゲスト株式会社（BigUest＝BigとGuestの合成語）に社名変更した。

## 沿革

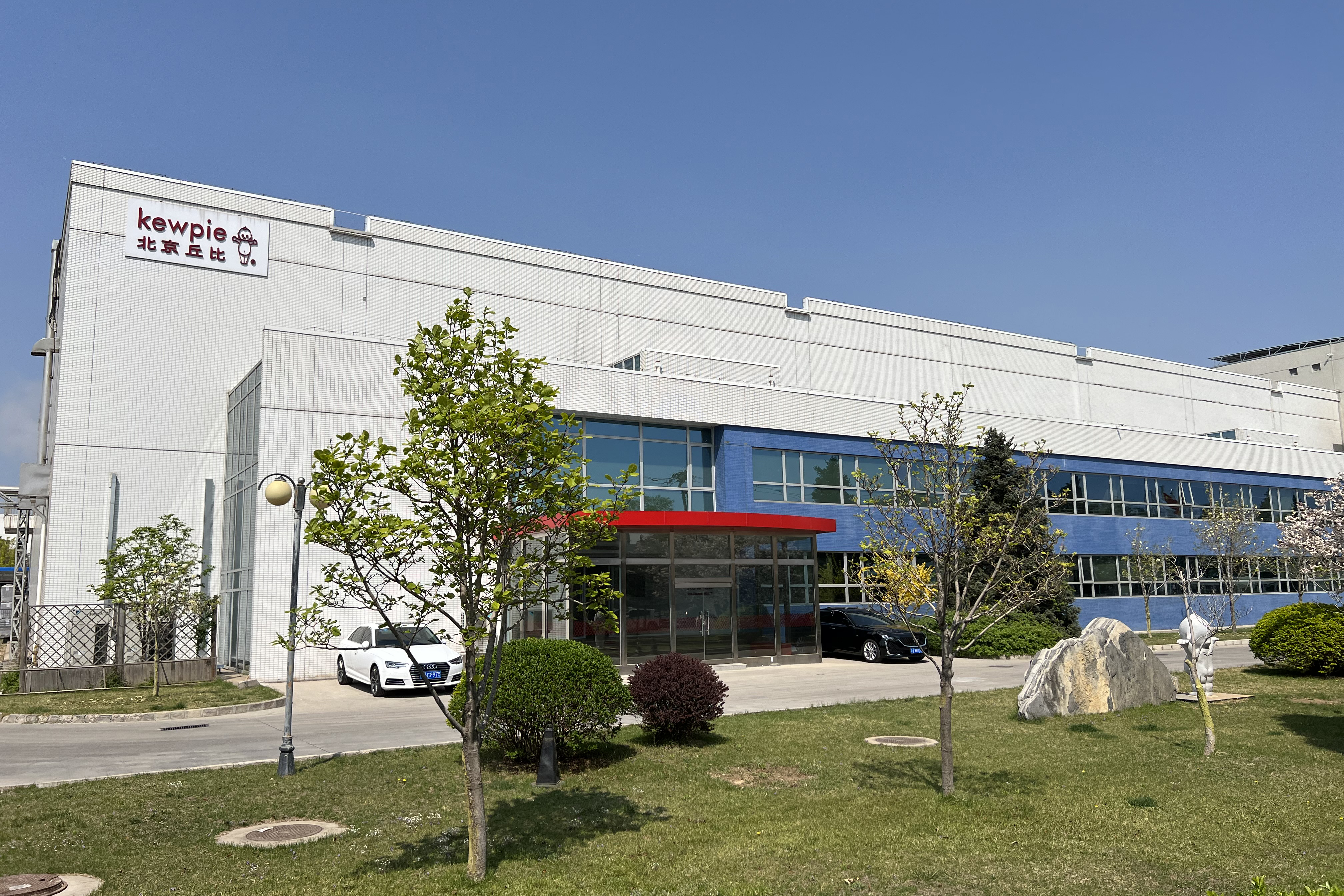
キユーピー北京工場（北京丘比食品有限公司）

出典：キユーピー企業サイト「キユーピーの歩みと未来」
- 1919年（大正8年）11月 - 中島董一郎が、東京府豊多摩郡中野町（現在の東京都中野区小滝町）に食品工業株式会社を設立。
- 1925年（大正14年）3月 - 日本初のマヨネーズ「キユーピーマヨネーズ」を発売、商標として「キユーピー」を使用。
- 1932年（昭和7年） - 株式会社旗道園（現・アヲハタ）を設立。
- 1933年（昭和8年） - 東京府北多摩郡西府村（現在の東京都府中市）に西府農場を設置、マヨネーズ原料の鶏卵を生産。
- 1938年（昭和13年） - 現在の兵庫県伊丹市に稲野工場（現・伊丹工場）を設置。
- 1941年（昭和16年）- 中島董一郎が代表取締役社長に就任。
- 1945年（昭和20年）- 東京大空襲により、中野区の本社および工場を焼失。
- 1948年（昭和23年）- 戦時中に中止していたマヨネーズ製造を西府農場で再開。
- 1951年（昭和26年）- 東京府北多摩郡神代村（現在の東京都調布市仙川町）に仙川工場を設置（現・仙川キユーポート）[11]。
- 1957年（昭和32年）9月 - 商号をキユーピー株式会社に変更。
- 1958年（昭和33年）- 日本初のドレッシング「キユーピーフレンチドレッシング（赤）」を発売。
- 1959年（昭和34年）- 日本初のミートソース缶詰「キユーピーミートソース」、日本初のホワイトソース缶詰「キユーピーホワイトソース」を発売。
- 1960年（昭和35年）- 本社を東京都調布市仙川町二丁目5番地7に移転。
- 1962年（昭和37年）
  - 東京都府中市に西府産業株式会社（現・キユーピー醸造株式会社）を設立。
  - 12月3日 - テレビ番組『キユーピー3分クッキング』の放送開始。
- 1964年（昭和39年）- 佐賀県鳥栖市に鳥栖工場を設置（現・鳥栖キユーピー株式会社）。
- 1965年（昭和40年）- 日本初の醤油ベースドレッシング「キユーピー オリエンタルドレッシング」発売。
- 1966年（昭和41年）2月 - キユーピーの倉庫部門が分離・独立し、キユーピー倉庫株式会社として設立（現・キユーソー流通システム）。
- 1968年（昭和43年）3月 - 本社を東京都渋谷区に移転。
- 1970年（昭和45年）
  - 7月 - 東京証券取引所第2部に上場。
  - 日本初の低糖度ジャム「アヲハタ55オレンジママレード」を発売。
- 1972年（昭和47年）- キユーピー製造商品の販売を中島董商店からキユーピーに移管。
- 1973年（昭和48年）
  - 4月 - 東京証券取引所第1部に上場。
  - 12月19日 - 創業者の中島董一郎が死去。
  - 12月 - キユーピー株式会社、中島董商店の販売部門を継承。
- 1977年（昭和52年）
  - 東京都府中市の中河原工場が仙川工場から独立。
  - キユーピータマゴ株式会社を設立。
- 1982年（昭和57年）-  米国・カリフォルニア州にQ&B FOODS,INCを設立。
- 1984年（昭和59年）- 日本初のノンオイルドレッシングを製造・販売開始。「ジャネフ ノンオイルドレッシング」発売。
- 1987年（昭和62年）
  - タイにThai Q.P. Co.,Ltdを設立。
  - サンドイッチなどのパンメニューに合うマヨネーズ「キユーピーマスタードマヨネーズ」を発売。
- 1988年（昭和63年）- 中河原工場の分工場として、青森県三戸郡に階上工場を設置（現・階上キユーピー株式会社）
- 1991年（平成3年）- カロリーを50％にカットしたマヨネーズ「キユーピーハーフ」を発売。
- 1993年（平成5年）
  - 中華人民共和国に北京丘比食品有限公司を設立。
  - 「キユーピーテイスティドレッシング」を発売。
- 1998年（平成11年）- 日本初の家庭用介護食を発売。翌年、ユニバーサルデザインフード「キユーピー やさしい献立」を発売。
- 1999年（平成12年）
  - 2月 - 東京都府中市住吉町に、株式会社サラダクラブを三菱商事との合弁会社として設立（2013年10月、仙川キユーポートへ本社移転）[12]。
  - 4月 - サラダクラブ中河原工場（キユーピー中河原工場内）でパッケージサラダ5品の製造販売を開始[12]。
- 2000年（平成12年）- 深く煎ったごま風味の香り豊かなドレッシング「キユーピー深煎りごまドレッシング」を発売。
- 2013年（平成25年）
  - 9月1日 - 連結子会社の株式会社菜華（生鮮野菜の加工・販売業）[注 3]を吸収合併[13]。
  - 10月15日
    - 渋谷の本社社屋の建て替え工事に伴い、本社を旧仙川工場跡地に完成した仙川キユーポートへ仮移転。中島董商店などグループ4社の社屋・事務所、労働組合や企業年金の事務所もそれぞれ仮移転[11][14]。
    - 東京都府中市のキユーピー醸造（宮町1丁目40）、サラダクラブ（住吉町5丁目13-1）の本社を仙川キユーポートへ移転。
- 2014年（平成26年）12月 - 会社分割によりアヲハタにパン周り商品の販売事業を移管し、これに伴う株式取得でアヲハタを連結子会社化[15]。
- 2015年（平成27年） - 中河原工場の敷地内に、キユーピーグループ研修センター「みらいたまご」を開設。
- 2016年（平成28年）1月18日 - 渋谷董友ビル（新本社ビル）竣工に伴い、本社が渋谷区渋谷に再移転[16]。
- 2018年（平成30年） - 中華人民共和国に広州丘比食品有限公司、フィリピンにKewpie Philippines, Inc. 設立。
- 2021年（令和3年）
  - 6月30日 - 保有していた富士吉田キユーピー株式会社全株式をはくばくへ譲渡[17]。
  - 7月27日 - 挙母工場について2023年末までに生産を終了すると発表した[18]

## 工場・事業所

### 工場
- 階上工場（青森県三戸郡階上町）
- 五霞工場（茨城県猿島郡五霞町）
- 中河原工場（東京都府中市）
- 挙母工場（愛知県豊田市） - 1958年設立、敷地3万8000平方キロメートル、2023年末までに生産を終了し、閉鎖する予定[18]。
- 伊丹工場（兵庫県伊丹市）[注 4]
- 泉佐野工場（大阪府泉佐野市）
- 神戸工場（神戸市東灘区）
- 鳥栖工場（佐賀県鳥栖市）

五霞、挙母、神戸、鳥栖工場は見学可。
- 仙川キユーポート（2018年2月撮影）
- 旧仙川工場（2010年11月撮影）

### 事業所
- 支店 - 札幌、仙台、関東、東京、名古屋、大阪、中四国、福岡
- 営業所 - 全国17か所
- 仙川キユーポート（東京都調布市仙川町）
  - 閉鎖した旧仙川工場（2011年3月閉鎖。1960年から1969年まで本社）跡地に2013年10月開設[20]。上記の通り、渋谷区の本社ビル建替完成までの仮本社が置かれていた。
- 関西キユーポート（兵庫県尼崎市・伊丹市）[21]
  - 老朽化した旧伊丹工場のマヨネーズ&ドレッシング製造工場跡地と大阪市淀川区[22][23]→大阪府吹田市広芝町の江坂董友ビルにあった大阪支店に変わる関西の研究開発・オフィス複合施設を兼ねた事業所。2020年1月に竣工し同年2月稼動開始。これに合わせてグループ企業を含めて大阪支店の引っ越し作業が順次相次いで行われていた。さらに同年3月より生産も開始されている。

## グループ会社
キユーピー・アヲハタグループという名称で下記の会社でグループを構成している。
株式会社中島董商店
各種瓶缶詰食料品の卸売および酒類の輸入販売、キユーピー・アヲハタグループの特許権や商標権など知的財産の管理
キユーピー株式会社
マヨネーズ他一般ソース類、各種瓶缶詰食料品、その他食料品の製造加工販売他。
アヲハタ株式会社
ジャム・果実・デザート等の瓶詰類、ソース・調理品等の製造。
キユーピー醸造株式会社
各種ビネガーおよび関連調味料の製造販売。
株式会社nakato（なかとう）
輸入酒類・国産自社ブランド及び輸入食料品の販売。中島董商店の販社として【nakato】ブランドを冠した、こだわり高級食品を取り扱っている。
株式会社トウ・ソリューションズ
コンピュータソフトウェアの企画・設計・開発および販売。コンピュータシステムの運営・管理。
株式会社トウ・アドキユーピー
広告代理業。
株式会社トウ・キユーピー
キユーピーウエルネス運営、食料品・雑貨の販売、通信販売業務、自動車の賃貸借。
株式会社董花
不動産の売買および賃貸、事務用情報機器のリース。
株式会社キユーソー流通システム
製品、原材料の保管、運送。
株式会社サラダクラブ
三菱商事と共同で設立。
株式会社ディスペンパックジャパン

## おもな商品とブランド
- キユーピー

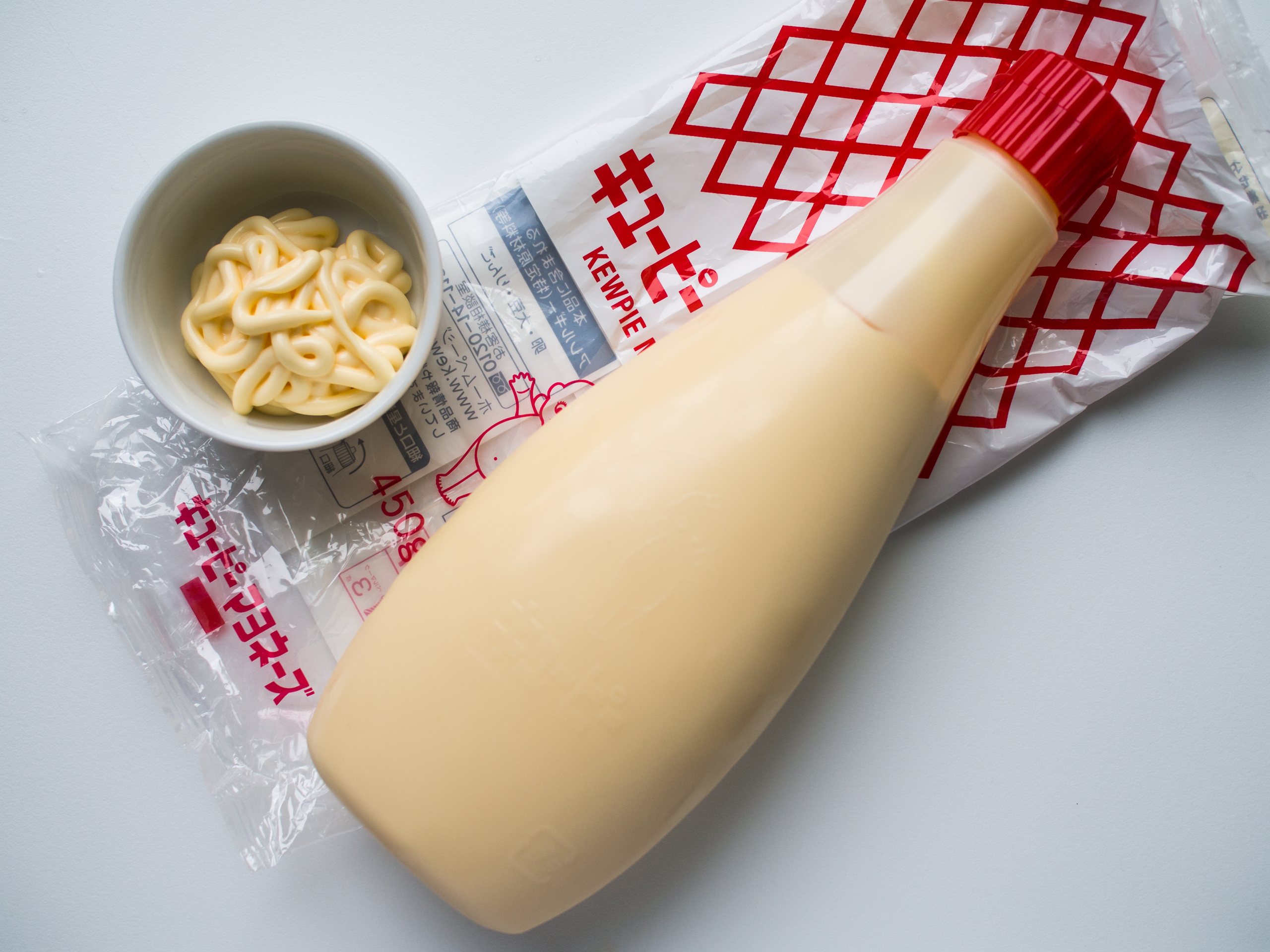
キユーピーマヨネーズ

  - キユーピーマヨネーズ（特に450gが主力とされている[24]）
    - キユーピーハーフ
    - キユーピーからしマヨネーズ
    - キユーピーライト
    - キユーピーゼロ ノンコレステロール
    - キユーピーディフェ（特定保健用食品）

  - キユーピーマスタード
  - キユーピーパスタソース
    - キユーピーミートソース（オリジナル、マッシュルーム入り、フォン・ド・ヴォー仕立て）
    - あえるパスタソース
    - パスタ倶楽部
    - キユーピーイタリアンテ
    - キユーピー3分クッキング レンジで手作りパスタソース
    - キユーピー3分クッキング パスタのためのオイルソース
    - キユーピー3分クッキング パスタのための手作り用ソース

  - キユーピーパン工房シリーズ
  - キユーピードレッシング
    - キユーピードレッシング - 機能性表示食品も多数ある。[25]
    - キユーピーテイスティドレッシング
    - キユーピー味わいすっきりドレッシング
    - キラキラ元気&
    - キユーピーノンオイル

以下のブランドは、かつて中島董商店の販売であったが、2008年6月よりキユーピーの販売に変更された。
- サラダクラブ（農水産加工食品）
- 玉九（卵加工品）
- ほしえぬ（業務用食品）
- スノーマン（業務用冷凍食品）

### 過去に発売されていた製品
- キユーピーバーンスタインドレッシング（1971年発売。1973年頃生産終了）過去に業務提携していたアメリカのバーンスタインズ社との共同開発のドレッシング。
- キユーピーアメリカンマヨネーズ（1980年に発売。1999年に生産終了）
- キユーピーホイップマヨネーズ（1999年発売。翌年生産終了）
- キユーピークオーター（2004年発売。2011年2月生産終了）

以下のブランドは2014年12月よりアヲハタがおもに販売する。
- アヲハタ（ジャム・缶詰など）
- ヴェルデ（スプレッドなど）
- ランプ（ジャムなど。廉価版）

## テレビ番組
- 日経スペシャル カンブリア宮殿 かぜ薬から牛丼のタマゴまで... 技術で挑む異色食品メーカー キユーピーの秘密（2014年3月13日、テレビ東京）[27]

## 広報活動
キユーピーマヨネーズの広告については、1968年よりライトパブリシティの秋山晶と細谷巌らが50年もの長きにわたり、一貫した「トーン&マナー」でクオリティの高い作品を制作している。また、パスタソース、ドレッシングの広告ではライトパブリシティ出身の山下勇三が制作。

### 新聞広告
キユーピーマヨネーズの新聞広告は全国紙や一部地方紙にて毎月1回、給料日（25日）明け最初の日曜日付朝刊の1面中段部（いわゆる「記事中」）に掲載されている。キユーピーマヨネーズ300g瓶とシルエット、それをバックに料理皿を持ったキユーピーのイラストが描かれたレイアウトになっている。キユーピーが持っている皿に乗っているのはマヨネーズをかけたサーモンである。これはキユーピーマヨネーズが世に出た当初（1920年代）まだ日本では生野菜を食べる習慣がなく、マヨネーズはおもに魚料理に使うよう発売されていたためである。このレイアウトが60年以上使用されており、現在の広告には「毎日のお食膳に」と記されている。

### たらこキユーピー
2004年（平成16年）10月に放送を開始した「キユーピー あえるパスタソース たらこ」のCMは、たらこを連呼するCMソング『たらこ・たらこ・たらこ』（作詞：加藤良一、作曲：上野耕路）に合わせて、たらこの格好をしたキユーピーちゃん人形（通称：たらこキユーピー）が行列行進するもので、2006年（平成18年）にはCMソングがCD化されオリコンシングルチャートのトップ10入り、新語・流行語大賞のベスト10入りするなど大流行した。
キャラクターデザインは山下勇三。このCMを制作したのはCM監督の加藤良一。たらこキユーピーはキモかわいいとして人気を集め、CMで本来宣伝するはずだった「あえるパスタソース」よりも有名になった。これに対し、加藤良一は日本経済新聞のインタビューで「僕にはかわいいとしか思えない。感覚がずれているのかなあ」と語っている。
キユーピー社内では本来、たらこキユーピーのキャラクター商品を販売する予定はなかったが、関係者らに配布した携帯ストラップが評判になったため、商品化に踏み切った。
2006年（平成18年）にはロックバンドthe brilliant greenのボーカルの川瀬智子のソロプロジェクト「Tommy heavenly6」がリリースしたシングル「I'm Gonna SCREAM+」のミュージック・ビデオで、たらこキユーピーがゲスト出演している。
2018年（平成30年）、6年ぶりにたらこキユーピーの出演するCMが制作・放送された。

### テレビ・ラジオの提供番組
☆はかつての提供番組

#### テレビ
主に30秒枠のテレビ提供番組が多い。しかし、2009年4月の改編でCMの放送時間が大幅に変わった（例えば、東海テレビ制作フジテレビ系全国ネットの昼帯ドラマ隔日の提供、『ぴったんこカン・カン』など）。
独立UHF局向けにも『佐藤しのぶ 出逢いのハーモニー』（tvk発でチバ・テレ玉・SUN-TVへネットしている）のスポンサーである。30秒枠。近年ではBS朝日・BSジャパンなどBSテレビ局でも提供番組を持っている。
稀に特別番組で筆頭提供することもある。
主な提供番組
- キユーピー3分クッキング（日本テレビ・CBCテレビなど、現在の筆頭提供番組）60秒枠（CBC版は90秒枠）。
- Fresh Faces 〜アタラシイヒト〜（BS朝日、現在の筆頭提供番組）60秒枠。
- TBS系金曜ドラマ☆ - 60秒。→土8ドラマ☆（ - 2010年9月）→渡る世間は鬼ばかり第10シリーズ☆（同年10月7日放送の『こんなスゴイの撮れちゃった!世界ご自慢動画ハンター!!』より提供）→木曜ドラマ9☆（2011年10月 - 2013年3月）
- おしゃべりレタス（テレビ埼玉・千葉テレビ・テレビ神奈川）☆ - 1980年代末期
- 経済ドキュメンタリードラマ ルビコンの決断（テレビ東京）☆
- パンチヤングFUKUOKA（九州朝日放送）☆ - 1970年代
- ちびまる子ちゃん（フジテレビ系）☆
- 伊東家の食卓（日本テレビ系）☆
- FNNスーパータイム（フジテレビ系）☆
- 学校へ行こう!（TBS系）☆
- 探険! ホムンクルス 〜脳と体のミステリー〜→脳力探険クイズ! ホムクル→8時です!みんなのモンダイ（TBS系）☆
- TBS木曜9時枠の連続ドラマ（TBS系）☆
- ニュースJAPAN（フジテレビ系）☆ - 『スーパータイム』番組終了後に提供。
- 金曜ロードショー☆（日本テレビ系、2009年4月 - 2010年3月と2010年10月 - 2012年3月、かつてスポンサーだったことがあったがしばらく降板していた）
- 水曜ドラマ（日本テレビ系、2012年4月 - 、「金曜ロードショー」から移動）
- はなまるマーケット→いっぷく!→白熱ライブ ビビット☆（TBS系、隔日、月 - 金曜 9:05頃 - 9:45頃の間、提供枠は同枠後継番組に移動）
- ひるおび!（TBS系、月・水曜の各13時台、2009年3月までの『ひるドラ』から提供枠ごと移動、2009年4月1日 - 新規→2012年4月より12時台隔日へ移動、2021年9月2週目から中断したが2021年10月4日から再開。理由は後述。2022年3月31日で撤退。後述の『THE TIME,』へ提供枠移動。番組は継続中）
- えなりかずき!そらナビ（TBS系、中部日本放送制作、金曜13時台、3週おきに前中後半の週替わり入れ替え制、2009年4月3日 - 新規）：『ひるドラ』の金曜枠後継番組。『バンバンバン』（毎日放送制作枠）の番組終了と『ひるおび!』の金曜拡大に伴い2010年4月2日より9月24日まで金曜14時台に放送時間変更（引き続き3週おきの前中後半の週替わり入れ替え制）から『そらナビ』の終了に伴いTBSへ放送枠を返上し、『がっちりアカデミー!!』（TBS制作枠金曜19時）の『徳光和夫の感動再会 逢いたい!涙・涙・涙スペシャル』（2010年10月1日放送の特別番組）より金曜19時台後半枠複数社へ提供枠移動。ただし、一時的なスポンサー提供として『ホンネ日和』（中部日本放送制作、日曜23時30分、2011年4月3日 - 2012年3月25日のトーク番組）あり。その後、この提供枠は2012年4月より『ひるおび!』の平日隔日12時台パターン2へ再々移動した。
- ぴったんこカン・カン（TBS系、火曜18:55時代、2009年4月以降は金曜19:55に放送時間変更。2021年9月24日の最終回まで提供していた。しかし同枠の後継番組には提供せず、TBS・JNN系の提供番組は10月以降『ひるおび!』の平日隔日12時台のみとなった）☆
- 情報プレゼンター とくダネ!（フジテレビ系、火・木曜の9:30頃 - 9:50頃）☆：2008年10月 - 2009年3月はこれ以外に水曜にも提供、2009年1月1日予定分を1月9日金曜に振り替えて放送されていたこともあったが、2013年3月26日・28日をもって降板した。提供枠は「めざましどようび」へ移動している。
- THK発昼の帯ドラマ（フジテレビ系、隔日）☆[注 5]（2013年3月末で30年以上の提供から降板した。同枠の後継は2013年4月から明治が昇格している）
- 関西テレビ制作火曜夜10時枠の連続ドラマ（第2期）☆→関西テレビ制作火曜夜9時枠の連続ドラマ☆（フジテレビ系、一部の地域を除く）：同枠が特番編成の場合フジテレビ送出になることもあった。2016年10月改編に伴うカンテレ制作全国ネット枠の見直しにより、現在に至る。2017年7月期については単発特番を除きクレジットを自粛していた。理由は後述。→関西テレビ制作月曜夜10時枠の連続ドラマ（第2期）[注 6]
- 臨場→警視庁捜査一課9係→相棒8→臨場(第2シリーズ）→新・警視庁捜査一課9係→相棒9→遺留捜査→新・警視庁捜査一課9係2ndシーズン→相棒10→Answer〜警視庁検証捜査官→警視庁捜査一課9係シーズン7→相棒11→遺留捜査第3シーズン→警視庁捜査一課9係シーズン8→相棒12など（テレビ朝日系、水曜21時枠の刑事ドラマ）：2009年4月1日の「クイズ雑学王3時間スペシャル」より新規。ドラマ内において登場人物たちが使用する際にキユーピーマヨネーズなどの商品が登場している。
- 土曜ワイド劇場（テレビ朝日系、22時台前半または後半の週替わり。レギュラー提供は2010年3月27日をもって降板したが、2012年4月14日より単発提供の形で提供再開。提供終了時期は不明）☆
- モーニングバード!☆（テレビ朝日系など、2012年4月より水曜・ネット前半枠での提供していたが、2013年3月27日をもって降板）
- おとなの教室☆（TBS系、中部日本放送制作、木曜のみ、2009年10月1日 - 11月）：週によっては「キユーピー」表記ではなく「アヲハタ」表記の場合もあった。
- どうぶつ奇想天外!（TBS系、日曜20時へ移行後の番組後期 - 最終回まで）☆
- デルトラ・クエスト→トミカヒーロー レスキューフォース（テレビ愛知制作・テレビ東京系、最初の半年間はPT扱いだったが、2007年10月より放映終了後のヒッチハイク枠で放送されていた）
- 出没!アド街ック天国（テレビ東京系、2007年4月 - 2008年9月）
- ペット大集合!ポチたま（テレビ東京系、2008年10月 - 12月）
- ザ・ベストテン（TBS系）☆
- ザ!鉄腕!DASH!!（日本テレビ系）☆
- ごくせん第2シリーズ（日本テレビ系）☆
- 1億人の大質問!?笑ってコラえて!（日本テレビ系）☆
- シューイチ（日本テレビ系）（2013年4月7日より新規。番組中半 - 後半に提供。週によっては「キユーピー」表記ではなく「アヲハタ」表記の週もあり）
- さんまのSUPERからくりTV☆（TBS系、2013年3月で降板した「木曜9時ドラマ」から提供枠移動。日曜夜の番組提供は「ホンネ日和」終了以来1年ぶり。2013年9月で降板。番組は2014年9月で終了）
- めざましどようび（フジテレビ系、かつて提供していた時期もあったが一旦降板し、2013年4月6日より提供を再開）
- グッとラック!☆[注 7]（TBS系、2019年9月 - 2020年3月[注 8]）
- バナナマンのせっかくグルメ!!（TBS系、2021年10月 - 番組がある場合のみ提供）
- THE TIME,（TBS系、2022年4月1日 - 放送日は週に1・2曜日の不定期放送）

など。
- 秋田テレビ（フジテレビ系）では2000年代後半から月曜21時前のニュースあきたのスポンサーとなり、AKTこんやのニュース・ユアタイムクイックあきた・THE NEWSα Pickあきたへの改題をはさみ、2018年3月のスポットニュース枠廃止まで提供。その後は22時前の天気予報に移動し2019年春現在も提供継続中[注 9]。

#### ラジオ
- 日本フィルハーモニー新春特別演奏発表会[33]（FM東海で1968年1月3日19:00 - 21:00（JST）に生放送）
- 話題のアンテナ 日本全国8時です（TBSラジオ）[注 10]
- キユーピーラジオクッキング（CBCラジオ）
- JRN系ラジオ局早朝のニュース・天気予報[注 10]
- ハート・オブ・サンデー（TOKYO FM・JFN系 1989年4月 - 2016年3月）☆
- 福山雅治 福のラジオ（TOKYO FM・JFN系 2015年12月 - 現在）
- キユーピーミュージックBOX→キユーピー・おはようミュージック（FM東京 1970年 - 1989年3月）☆
- 朝日新聞ニュース（朝日放送）☆ - 平日7:00 - 7:15枠
- AOHATA WHOLES ONE MUSIC（J-WAVE）金曜のみ ※月 - 木曜は別タイトル[注 11] で放送中
- キユーピー・バックグラウンド・ミュージック（TBSラジオ）[注 12]☆
- キユーピー・メロディホリデー（文化放送 年数回国民の祝日に放送）
- Saturday Amusic Islands Morning Edition内10時台コーナー（FM802）

#### 長期間のCM自粛
2004年6月8日、同社と三菱商事の合弁企業であるサラダクラブで不法就労が発覚したことを受け、翌日から1ヶ月半程度CMを自粛した。『3分クッキング』のCMも同年6月9日から7月17日にかけてACジャパン（当時：公共広告機構）に差し替えられた。
唯一のテレビアニメ・特撮における協賛番組はテレビ愛知製作の『デルトラ・クエスト』で、開始当初は半年間、PT扱いだったが、2007年10月以降はヒッチハイクで放送されていた。2008年に入ってからは『トミカヒーロー レスキューフォース』のヒッチハイクとなっていたが、6月にアヲハタの生産品の販売先が中島董商店から同社に変更しており、この番組も同年12月まで放送されている。
2011年3月11日に発生した東北地方太平洋沖地震（東日本大震災）により、当日15時以降長期間にわたりCM自粛が続いていた。同社の五霞工場と富士吉田工場に損傷があったため、この2工場の工場見学を一時中止する旨をホームページで告知している。物流面では五霞工場で製造している商品を挙母工場や伊丹工場・鳥栖工場へ生産を振り替えつつ2工場の修復作業を進め、在庫品の流通も数日後より再開した。しかしテレビ・ラジオのCM再開はまだ目処が立たないため、『3分クッキング』については急遽日本テレビとCBCの各番組ホームページに放送予定だった料理を動画で見られるように処置した。この他の各提供番組（特番で提供予定だった番組を含む）はCMをACジャパンなどに差し替えつつ再開時期を模索していた。
その後『3分クッキング』は日本テレビ系18局が同年3月28日に放送を再開するが、CBC発版は東北放送・テレビユー福島・IBC岩手放送の3局を除き系列10局で同日より放送再開、各提供番組も一部を除きCMを再開している。ただし一部の番組は提供クレジットを自粛していた。同年4月4日に東北放送・テレビユー福島・IBC岩手放送でもCMを再開したが、この3局は震災被災地の食糧事情を配慮して、CMをキユーピーではなくACジャパンに差し替えて放送していた。同様にその他の各提供番組も福島県・宮城県・岩手県にある各放送局ではキユーピーのCMではなく、ACジャパンに差し替えてCMを流していた。なお「キユーピー ハート・オブ・サンデー」は、東北地方太平洋沖地震（東日本大震災）以降CMを自粛して放送していた。その後は震災被災地の食糧事情の回復を確認した上で、同年5月1日夜の「ホンネ日和」より順次『3分クッキング』以外の提供クレジットを再開、被災地でもキユーピーのCMが流れ始め、「ハート・オブ・サンデー」も同5月1日放送分より提供クレジット・CMを再開した。
しかし、2011年8月4日の東海テレビのローカル番組『ぴーかんテレビ』における「セシウムさん騒動」を受け、東海テレビについては同年8月8日提供分より、キユーピーは抗議の意味をこめてCM自粛とした（ACジャパンのCMに差し替え）。また同局発FNS系27局同時ネット番組である東海テレビ制作昼の帯ドラマの主要スポンサーでもあるため、テロップ問題の影響によりPT扱いに格下げして、ネット先ではCMを流し続けていた（CM送出の役割をテレビ静岡・新潟総合テレビ・長野放送以東の東日本・北日本はフジテレビから、富山テレビと石川テレビ・福井テレビと関西テレビ以西の西日本は関西テレビに変更）。その後は同年10月より東海テレビエリアでもCM送出を再開し（提供クレジットは自粛）、同年11月に提供クレジットを含めCM自粛が解除された。なお中京地区のその他の各テレビ局でのテレビCM提供番組については通常通りCMを流している。
CM再開後の東海テレビで、翌2012年11月 - 12月に放送された昼ドラマ『幸せの時間』で、性表現の演出が放送時間にふさわしくないとBPOから指摘されたのを受けて、放送途中から最終回まで提供クレジットを自粛してCMを流した。同様に性表現の際どい連続ドラマについては放送期間中、単発特番を除き提供クレジットを自粛する判断をしている。
2013年4月 - 6月放送の日本テレビ系水曜ドラマ『雲の階段』でも性表現の問題で提供クレジットを自粛していたが、2014年1月15日 - 3月12日放送の同枠『明日、ママがいない』では、再び提供クレジットどころかCMまで自粛する事態が生じた。自粛によるCM休止分は一部同時刻裏番組の他局特番や他局単発特番に振り替えられて放送されていた。一部の未放送分休止振り替えは年度をまたいで春夏期編成の単発特番に回された。
また、関西テレビ火曜22時枠連続ドラマでも、2013年4月期放送の『幽かな彼女』の主演俳優が他社のマヨネーズのCMに出演している関係で、提供クレジットを自粛してCMを流している。2017年に放送された関西テレビの火曜21時ドラマ第4作『僕たちがやりました』では、学園ドラマであるが性表現のシーンが度々出ることなどから提供クレジットを自粛してCMを流していた。なお、月曜22時枠連続ドラマ移行後は、クロスネット局を除いての放送となった。
なお、短期間ではあるが報道系・情報系の提供番組を一時休止したケースもある。
TBSテレビの『ひるおび!』内で2021年9月14日および15日放送分番組後半（番組構成上の区分けでは第3部または午後パート（11:55-13:55に当たるゾーン）で当日の専門家による解説で問題発言をし6回分の番組提供を見合わせた。その後問題発言の訂正放送および発言撤回と謝罪を受けて番組提供を再開させることに至ったケースが起きていた。
同じくTBSテレビの『THE TIME,』の金曜のメインキャスターだった男性俳優の銀座のあるホステスとの不祥事が2022年8月下旬に一部週刊誌のスクープで発覚し、2022年8月26日と9月2日のスポンサーゾーンである7時台後半枠のクレジットを見合わせた。なお、その男性俳優は当初TBSが引き続きメインキャスターを継続と見解を示すもその後、9月1日になって見解を変更し8月いっぱいで番組降板と、9月2日放送分の同番組内にて謝罪VTRが流れた。同番組の金曜メインは翌週の9月9日より江藤愛（TBSアナウンサー）に急遽変更されている。

## CMキャラクター

### 現在
- 福山雅治（キユーピーハーフ）
- 菊池亜希子（具のソース）

### 過去
- 高橋マリ子（キユーピーハーフ、アヲハタ）
- 佐藤しのぶ（ミートソース）
- 手塚真生（すりおろしオニオンドレッシング）
- 中村ゆり（具のソース）

## ギャラリー

仙川工場（現在は閉鎖）正門脇の時計とクリスマスを前に衣替えした回転するキューピー人形（2010年11月撮影）
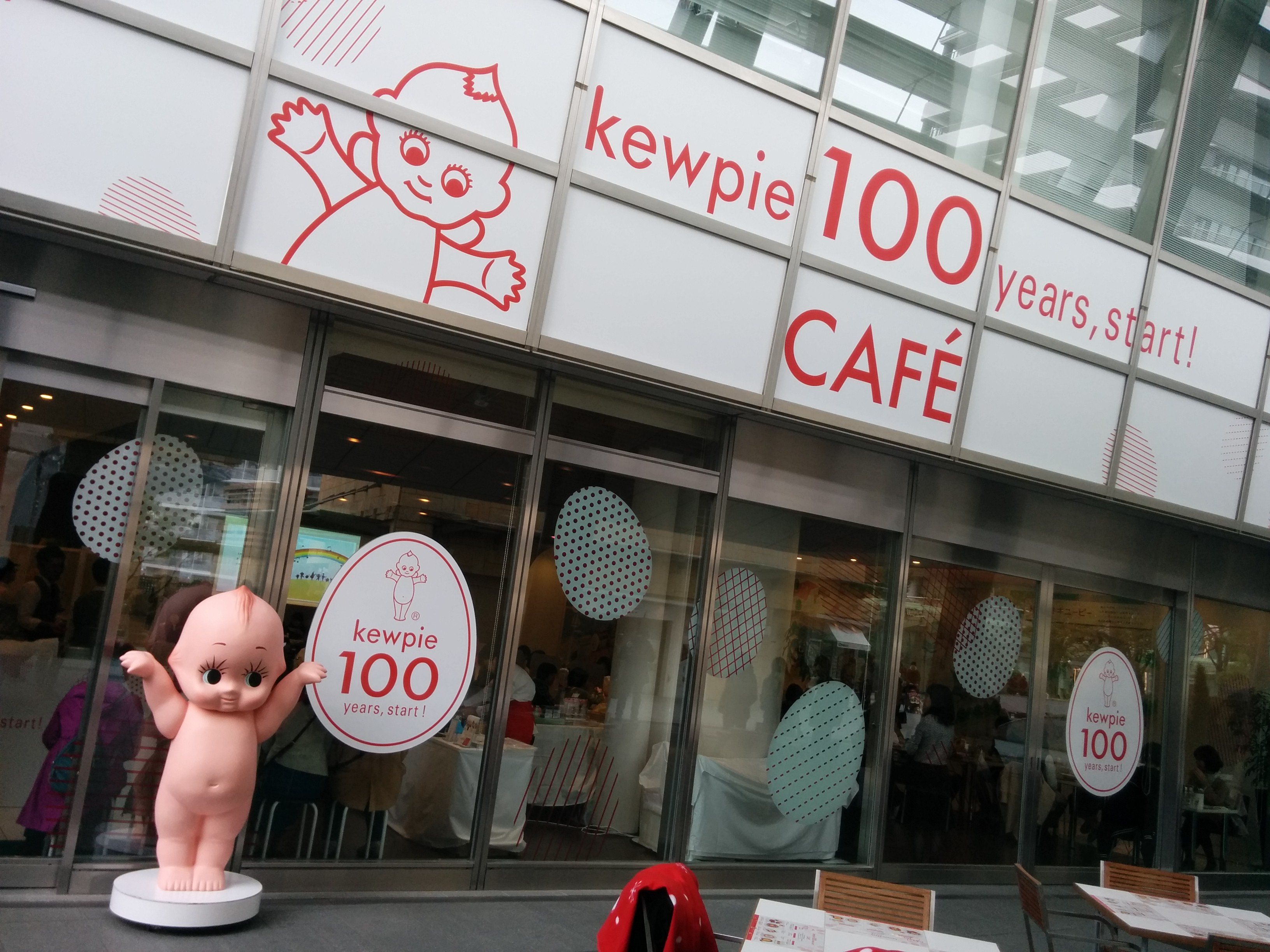
キユーピー創業100周年を記念する期間限定カフェ（六本木ヒルズ、2019年3月撮影）